# Television Critics Association
Televison Critics Association (abreviată TCA) este o organizație alcătuită din aproximativ 200 de jurnaliști și critici tv din Statele Unite și Canada. 